# Roodepoort
Roodepoort – miasto w Republice Południowej Afryki; w prowincji Gauteng, w aglomeracji Johannesburga; 170 tys. mieszkańców (2006). Przemysł spożywczy, włókienniczy, chemiczny, maszynowy.